# Knall-Lichtsignal
Das Knall-Lichtsignal sicherte im Bahnverkehr die Beachtung eines Hauptsignals durch eine akustische und optische Warnung.
Wurde ein Signal auf „Halt“ gestellt, legte ein damit verbundener Hebel gleichzeitig drei Knallkapseln auf einem Ausleger auf die Schiene. Wurde das „Halt“ zeigende Signal überfahren, so löste das führende Fahrzeug des Zuges die Knallkapseln aus, die beim „Überfahren einen starken Knall, blitzähnliche Lichtwirkung und einen scharfen Geruch erzeugen“. Der Zug hatte sofort anzuhalten, wurde das Knall-Lichtsignal ausgelöst. Stand das Hauptsignal auf „Fahrt frei“, so war auch der Ausleger vom Gleis entfernt. Die Preußischen Staatseisenbahnen verwendeten derartige Signale.